# Techie
Techie es un término derivado de la palabra tecnología para referirse a toda persona que muestra un gran interés, a veces incluso obsesivo, por la tecnología, así como por dispositivos de alta tecnología, particularmente por los ordenadores. También se utiliza para referirse a la tecnología de consumo en general, gadgets innovadores y similares.
Los techies son a menudo pioneros en la adopción de tecnologías, algo que podría explicar que algunos de ellos hayan formado parte de grandes imperios como Facebook y similares. No obstante, existe un amplio abanico de techies anónimos, cuya denominación se encuentra más relacionada con el aspecto más "friqui" de la tecnología. Tal es así, que los geeks y los nerds son a menudo considerados techies; sin embargo, la inversa no es siempre cierta, ya que cada vez hay más aficionados a la tecnología que no entrarían dentro de lo que llamamos «geek».

## La cultura techie en la televisión
El particular carácter de los techies y la expansión en general de la tecnología general a los ámbitos más cotidianos -desde el entorno laboral hasta el entretenimiento- ha dado lugar a una suerte de cultura techie. Uno de los ejemplos más evidentes lo plasma la televisión de la mano de no pocas series que abordan el asunto desde distintas perspectivas. Estas son las más significativas:
- Los informáticos
- Silicon Valley
- Max Headroom (1987-1988)
- Halt And Catch Fire

- Datos: Q28500948